# 피치 오브 타임 극장판
피치 오브 타임 극장판(Peach of Time)은 한국에서 제작된 장의순 감독의 2021년 멜로/로맨스, 드라마 영화이다. 지미 칸 크리사나판 등이 주연으로 출연하였다.

## 출연

### 주연
- 지미 칸 크리사나판
- 최재현
- 토미 싯티촉 푸에크풀폴
- 정애연
- 안다비
- 김혜나

### 조연
- 김남수
- 김용환
- 김인철